# Martín Tejera
Martín Tejera Vázquez (* 16. Februar 1991 in Montevideo) war ein uruguayischer Fußballspieler.

## Verein
Der 1,88 Meter  große Tejera, der auf der Position des Torwarts spielt, stammt aus der Jugend von Nacional Montevideo. Dem Verein schloss er sich im Alter von elf Jahren an. Bereits 2007 wurde er mit Nacional uruguayischer Meister mit der Jugendmannschaft in einem Finale, das landesweit live im Kabelfernsehen übertragen wurde. Spielpraxis bekam er zudem in der Reservemannschaft, der Tercera.
In der Ersten Mannschaft war ezunächst hinter Leonardo Burián und Rodrigo Muñoz dritter Torwart. Tejera wurde im 2011 eingeführten Wettbewerb der Copa Libertadores Sub-20 eingesetzt, in dem Nacional als Gruppensieger im Viertelfinale an den mexikanischen Vertretern des Club América scheiterte. In der Spielzeit 2010/11 wurde Tejera mit Nacional Uruguayischer Meister. Auch gewann Nacional in den Jahren 2010 und 2011 jeweils die in den Sommermonaten ausgetragene Copa Bimbo. Ebenfalls das Torneo Apertura 2009/10 und das Torneo Clausura 2010/11 beendete seine Mannschaft siegreich an erster Stelle. In der Spielzeit 2011/12 war er ebenfalls als Reservetorhüter am wiederholten Meisterschaftstriumph beteiligt. Auch unter Trainer Rodolfo Arruabarrena war er 2013 der etatmäßige dritte Torhüter. Als in der Spielzeit 2013/14 nach der im Januar 2014 erfolgten Verpflichtung Gustavo Munúas mit dem Stammtorhüter der Hinrunde Jorge Bava und den anderen Reservetorhütern Leonardo Burián und Gabriel Araújo die Konkurrenzsituation durch die Zahl der Torhüter noch größer wurde, erhielten letztlich Burián und er die Freigabe. Tejera wechselte daraufhin Mitte Januar 2014 leihweise zum Zweitligisten Boston River. Dort debütierte er am 22. März 2014 bei der 1:0-Auswärtsniederlage gegen Cerrito am ersten Spieltag der Clausura. Insgesamt bestritt er zwei Ligaspiele für den Klub. Zur Spielzeit 2014/15 wechselte er zum Erstligisten Club Atlético Rentistas. In der Apertura 2014 absolvierte er drei Erstligaspiele. Ende Januar 2015 schloss er sich Deportivo Quevedo an. Mitte August 2016 wechselte er zum Club Atlético Progreso. In der Saison 2016 wurde er bei den Montevideanern nicht eingesetzt.

## Nationalmannschaft
Tejera, der als seine Vorbilder Julio César und Iker Casillas anführt, gehörte auch der U-20-Auswahl der uruguayischen Fußballnationalmannschaft an, mit der er im Januar 2010 ein Turnier bestritt, bei dem er in den Spielen gegen Chile, Paraguay und Brasilien eingesetzt wurde. Ein weiteres Länderspiel gegen Chile steht ebenfalls für ihn zu Buche.

## Auszeichnungen
Tejera, der gemeinsam mit seiner Familie die Stiftung KW Foundation gegründet hat und derzeit (Stand: Mai 2012) im dritten Jahr eine universitäre, ernährungswissenschaftliche Ausbildung (Ingeniería de la Alimentación/Lebensmitteltechnologie) mit den begleitenden Fächern Englisch und Chinesisch durchläuft, wurde am 4. Juni 2012 durch die Zeitschrift Computer World in Washington, D.C. für seinen Einsatz der Informationstechnologien für eine bessere Welt mit einer die Inschrift A search for New Heroes tragenden Medaille ausgezeichnet. Mit seiner Stiftung ermöglicht er Jugendlichen, Heranwachsenden und Erwachsenen über einen virtuellen Campus den erleichterten Zugang zu Bildungschancen.

## Erfolge
- 2× Uruguayischer Meister (2010/11, 2011/12)
- 2× Sieg bei der Copa Bimbo (2010, 2011)